# Welcome, First Time in Korea?
Welcome, First Time in Korea? (koreanska: 어서와~ 한국은 처음이지?) är en sydkoreansk realityserie som hade premiär på MBC Every 1 i juni 2017. Programmet går ut på att en utländsk medborgare som bor i Sydkorea bjuder in tre vänner från sitt hemland, och ett kamerateam följer sedan deras första besök i Sydkorea. Vanligen får de tre gästerna resa själva under de två första dagarna, och sedan ytterligare under två dagar tillsammans med sin vän. Resorna kommenteras parallellt av en studiopanel, i vilken den inbjudande vännen är en av deltagarna.

## Deltagare
Sverige har figurerat i Welcome, First Time in Korea? en gång, när utlandsstudenten Jakob Minell från Falun bjöd in sina vänner Jacob, Viktor och Patrick till Seoul. Deras resa porträtterades under fyra avsnitt i säsong 2, och det första avsnittet hade premiär den 20 december 2018. 